# (6026) Xénophane
(6026) Xénophane, désignation internationale (6026) Xenophanes, est un astéroïde de la ceinture principale.

## Description
(6026) Xénophane est un astéroïde de la ceinture principale. Il fut découvert par Eric Walter Elst le 23 janvier 1993 à La Silla. Il présente une orbite caractérisée par un demi-grand axe de 2,8383 UA, une excentricité de 0,06733 et une inclinaison de 3,2185° par rapport à l'écliptique.
Il fut nommé en hommage au philosophe pré-socratique, poète et scientifique grec Xénophane.

## Compléments